# ریکیچی آندو
ریکیچی آندو (انگلیسی: Rikichi Andō؛ ۳ آوریل ۱۸۸۴ – ۱۹ آوریل ۱۹۴۶) فرد نظامی اهل ژاپن بود.